# Horramábád
Horramábád, egyéb átírásokban Korramabad, Khorramabad, Khorramábád (perzsa: خرآباد) város Irán nyugati részén, Loresztán (Lurisztán) tartomány fővárosa, valamint Horramábád megye székhelye. Teherántól mintegy 400 km-re délnyugatra fekszik, a Zagrosz-hegységben. Lakói többnyire a lúrok, akik az iráni népekhez tartoznak.
Nevezetessége a hegytetőn álló régi erődítmény (Falak-ol-Aflak). E fellegvárát egykor a fékezhetetlenül öntörvényű lur nép birtokolta, amely a környező területeket évszázadokon keresztül fosztogatta, mígnem Abbász sah a 17. században elfoglalta a citadellát. Ma múzeumként működik. 

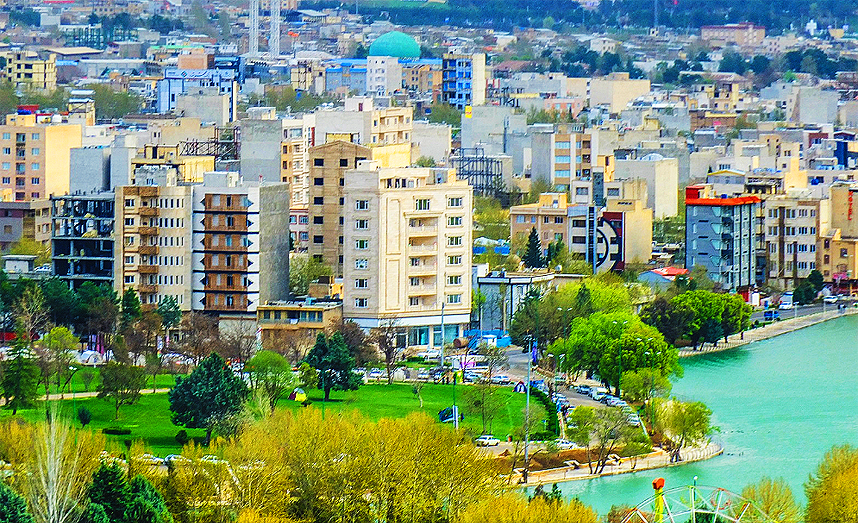
Horramabád

## Fordítás
- Ez a szócikk részben vagy egészben  a   Khorramabad című angol Wikipédia-szócikk fordításán alapul.  Az eredeti cikk szerkesztőit annak laptörténete sorolja fel. Ez a jelzés csupán a megfogalmazás eredetét és a szerzői jogokat jelzi, nem szolgál a cikkben szereplő információk forrásmegjelöléseként.